# Battaglia di Capo Finisterre (1805)
La battaglia di Capo Finisterre venne combattuta il 22 luglio del 1805 nel corso delle guerre della terza coalizione.
Lo scontro navale avvenne a Capo Finisterre, lungo la costa del nord della Spagna. Parteciparono alla battaglia, da una parte, la flotta della Marina britannica, comandata dal contrammiraglio Robert Calder, e dall'altra una flotta alleata franco-spagnola comandata dall'ammiraglio Villeneuve.
Questa battaglia, sebbene non avesse avuto un risultato decisivo, impedì alla flotta francese l'accesso al Canale della Manica per poter scortare la Grande Armée, l'esercito d'invasione napoleonico che si apprestava ad invadere l'Inghilterra.

## Motivazione strategica
Il fragile trattato di Amiens del 1802 ebbe termine con la rottura delle relazioni diplomatiche tra Gran Bretagna e Francia il 12 maggio 1803, conseguentemente ad una serie di contrasti tra le due potenze riguardo alle modalità applicative del trattato e alla politica di predominio francese in Europa perseguita da Napoleone.
L'imperatore, per risolvere in modo definitivo la guerra, pianificò direttamente l'invasione dell'Inghilterra. Nel 1805 l'esercito destinato all'invasione era costituito da 150 000 uomini e si trovava accampato a Boulogne. Se questo esercito avesse potuto attraversare la Manica sarebbe stata quasi sicura una vittoria francese sulle forze di terra britanniche, inferiori numericamente e non abituate a battaglie terrestri. Il piano consisteva nello spostare la flotta francese di Tolone e Brest inviandola nei Caraibi, per minacciare gli interessi britannici in quelle isole. La flotta alleata si sarebbe riunita nell'isola di Martinica e sarebbe ritornata prontamente in Europa sbarcando truppe in Irlanda per promuovere la ribellione dei separatisti irlandesi, sconfiggere la debole flotta che pattugliava il canale della Manica e aiutare il trasporto delle truppe francesi in Inghilterra.
Le navi attraversarono lo stretto di Gibilterra ed arrivarono a Cadice, evitando il blocco inglese, e qui si unirono a sei navi spagnole. La flotta alleata navigò verso le Indie Occidentali arrivando alla Martinica il 12 maggio.
Orazio Nelson, nel frattempo, rimase attardato nel mar Mediterraneo a causa del vento da ovest e non poté arrivare a Gibilterra prima del 7 maggio del 1805. Finalmente, la flotta inglese arrivò ai Caraibi, nell'isola di Antigua, il 4 giugno.
Villeneuve attese alla Martinica la flotta dell'ammiraglio Genteaume, proveniente da Brest, per unirsi ad essa, ma questa rimase costretta nel porto dal blocco inglese e non poté arrivare. Villeneuve non aderì alla petizione degli ufficiali dell'esercito francese di attaccare le colonie inglesi e rimase alla Martinica fino al 4 giugno. Il 7 giugno, Villeneuve apprese da alcuni mercanti inglesi, che Nelson era arrivato ad Antigua e l'11 giugno partì per l'Europa avendo mancato in pieno l'obiettivo che si era posto. Arrivò al Capo Finisterre il 9 luglio, ma un forte vento di nord-est gl'impedì di entrare nel golfo di Biscaglia fino al 22 luglio.

## La battaglia

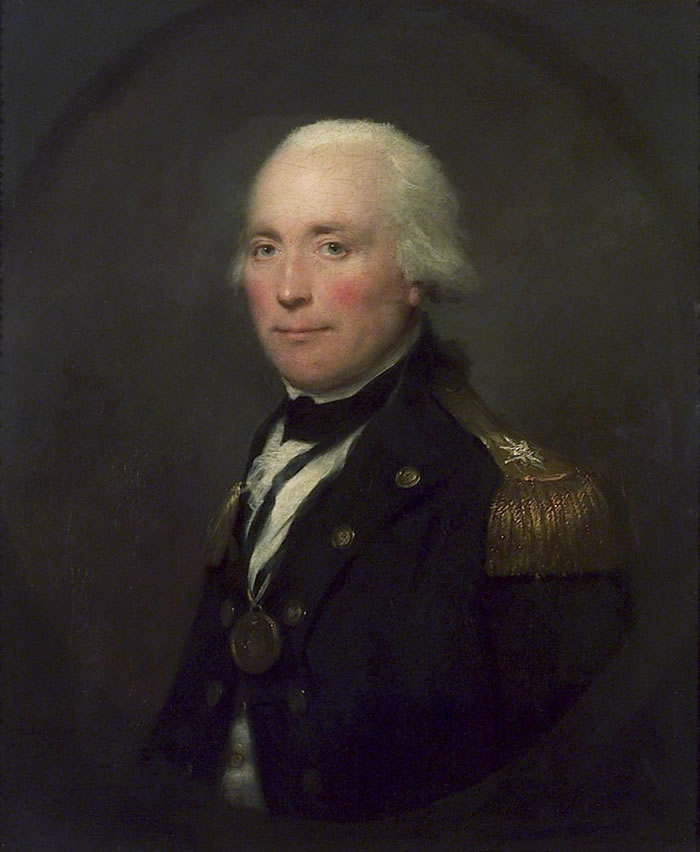
Ritratto di Robert Calder, di Francis Lemuel Abbott, pittura del 1797

Le notizie sul ritorno della flotta franco-spagnola arrivarono al contrammiraglio Calder il 19 luglio. Calder aveva l'ordine di togliere il blocco ai porti di Rochefort e Ferrol e navigare verso il Capo Finisterre per intercettare la flotta di Villeneuve. Le flotte s'incontrarono alle 11 del 22 luglio del 1805.
Calder disponeva di quindici navi di linea: HMS Prince of Wales, HMS Glory, HMS Barfleur, HMS Windsor Castle, HMS Malta, HMS Thunderer, HMS Hero, HMS Repulse, HMS Defiance, HMS Ajax, HMS Warrior, HMS Dragon, HMS Triumph, HMS Agamemnon e HMS Raisonnable, due fregate: Egyptienne e Sirius e due navi minori.
Villeneuve aveva venti navi: Argonauta, Terrible, América, España, San Rafael, Firme, Pluton, Mont Blanc, Atlas, Berwick, Neptune, Bucentaure, Formidable, Intrépide, Scipion, Swiftsure, Indomptable, Aigle, Achille, e Algésiras, con sette fregate e due brigantini.
Dopo molte ore di manovre con rotta sud-ovest, l'azione incominciò alle 17:15, quando la nave inglese Hero, in avanguardia, si avvicinò alla linea di battaglia franco-spagnola. Con poca visibilità, la battaglia si trasformò rapidamente in un confuso guazzabuglio. Alle 20, il Firme ed il San Rafael si arresero. Calder fece segnali per fermare il combattimento alle 20:25 e continuare la battaglia il giorno dopo, ma la poca luce e una confusione generale fecero sì che si continuasse a sparare per un'altra ora.
La mattina del 23 luglio le flotte erano separate di circa 27 chilometri. Calder era poco disposto ad un nuovo attacco contro forze molto superiori ed inoltre doveva proteggere le navi Windsor Castle e Malta, danneggiate nel combattimento del giorno precedente. Doveva considerare anche la possibilità che le flotte precedentemente bloccate nei porti di Rochefort e Ferrol potessero unirsi alla flotta di Villeneuve, pertanto decise di evitare un nuovo combattimento e prese la rotta nord con le sue navi.
Le relazioni di Villeneuve assicurano che tentò di attaccare di nuovo la flotta inglese, ma le leggere brezze di quello giorno gl'impedirono di avvicinarsi alla flotta avversaria per tutto il giorno e decise pertanto di non rischiare un combattimento nelle ultime ore del giorno 23. Il 24 luglio un cambiamento del vento mise la flotta franco-spagnola nella favorevole posizione di effettuare un attacco da sopravvento, una posizione ideale per l'attacco, ma Villeneuve decise di nuovo di non attaccare e virò la rotta verso sud.
Arrivando nel porto di La Coruña il giorno 1º agosto, ricevette ordini da Napoleone di dirigersi immediatamente ai porti di Brest e Boulogne, ma invece di farlo, credendo false alcune relazioni sulla superiorità numerica della flotta inglese nella Baia di Biscaglia, ritornò a Cadice, approdando al porto il 21 agosto.

## Conseguenza dell'azione
La Battaglia fu una disfatta per la flotta alleata: quindici navi inglesi si erano confrontate con venti vascelli franco-spagnoli ed avevano catturato due navi spagnole. Le perdite britanniche furono di 39 morti e 159 feriti mentre le perdite alleate furono di 476 uomini fra morti e feriti. Ma soprattutto Villeneuve aveva fallito nei suoi obiettivi: non aveva sbarcato truppe in Irlanda e l'esercito invasore di Napoleone attendeva inutilmente a Boulogne un trasporto ed una scorta che non sarebbero mai arrivati.
Neanche il pubblico e l'Ammiragliato inglesi riuscirono a capire lo svolgimento di questa battaglia. Calder fu sostituito nel comando da Horatio Nelson e sottoposto al giudizio di un tribunale militare, che lo biasimò per essersi rifiutato di battersi con la flotta nemica, anche se in seguito venne promosso ad Ammiraglio.
Napoleone si vide costretto ad abbandonare i suoi piani d'invasione dell'Inghilterra. La  Grande Armée  lasciò Boulogne il 27 agosto 1805 per contribuire alle azioni delle campagne austriaca e russa.
Villeneuve e la flotta alleata rimasero a Cadice fino a che si misero in rotta verso la disfatta nella Battaglia di Trafalgar, il 21 ottobre 1805.